# ۱۹۸۲

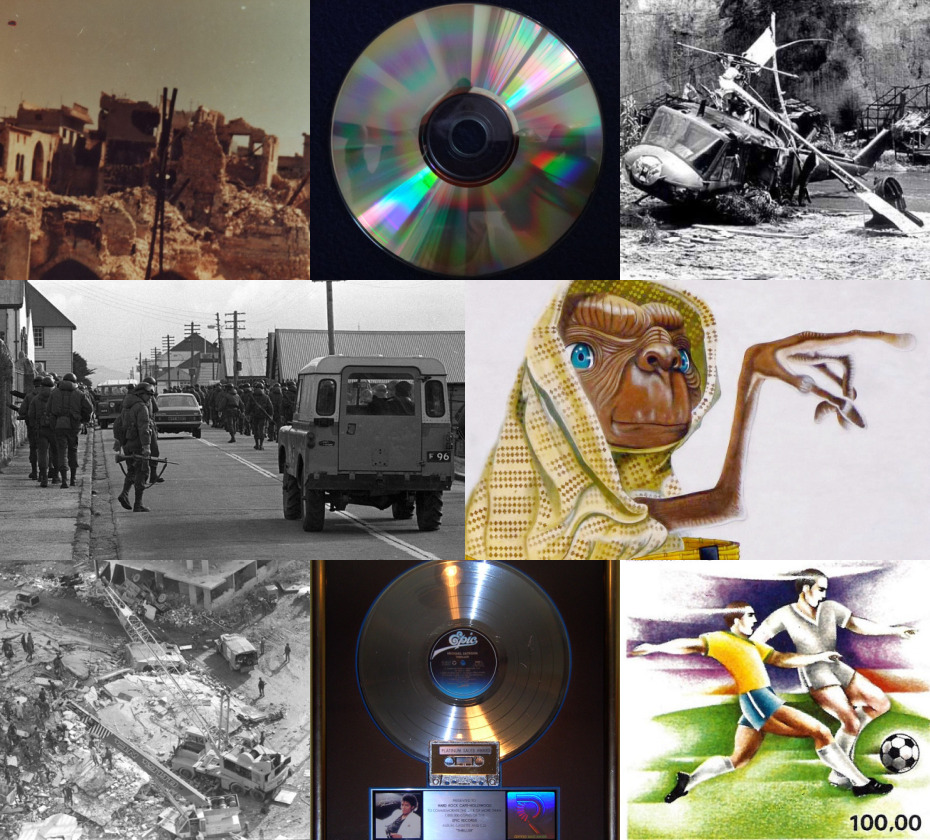

سال ۱۹۸۲ (هزار و نهصد و هشتاد و دو) میلادی، سومین سال از دهه ۱۹۸۰ در سده ۲۰ میلادی بود. بر اساس تقویم گریگوری سال مذکور یک سال عادی با ۳۶۵ روز بود. در تقویم هجری شمسی سال ۱۹۸۲ از دی ۱۳۶۰ شروع شد و در دیماه ۱۳۶۱ خاتمه یافت.

## نامگذاری‌ها
در تقویم چینی این سال سال سگ نام گرفته‌است.

## رویدادها

### مارس
- ۱۹ مارس - آغاز جنگ فالکلند: حمله آرژانتین به جزیره جورجیای جنوبی.

### آوریل
- ۲ آوریل - جنگ فالکلند: حمله آرژانتین به جزایر فالکلند.

### آگوست
- ۱ آگوست - سالروز بنیانگذاری دانشگاه آزاد اسلامی و نخستین دانشگاه آن، دانشگاه آزاد اسلامی واحد تهران مرکزی

### نوامبر
- ۳۰ نوامبر - تریلر؛ پرفروش‌ترین آلبوم جهان در تمام دوران‌ها توسط مایکل جکسون منتشر شد.

## زادروزها
- ۱ ژانویه - دیوید نعلبندیان، تنیس‌باز ارمنی‌تبار اهل آرژانتین
- ۱۸ ژانویه – آنتونی واکارلو، طراح مد اهل بلژیک
- ۸ فوریه – روری ساترلند، دوچرخه‌سوار اهل استرالیا
- ۱۶ دسامبر – جرد گراوز، دوچرخه‌سوار اهل استرالیا

## درگذشت‌ها
- ۱ ژانویه – ویکتور بوینو، بازیگر آمریکایی (ز. ۱۹۳۸)
- ۱۳ ژانویه – مارسل کامو، فیلمنامه‌نویس و کارگردان فرانسوی (ز. ۱۹۱۲)
- ۱۷ ژانویه – خوان اوگورمن، معمار و نقاش مکزیکی (ز. ۱۹۰۵)
- ۱۹ ژانویه – الیس رجینا، خواننده برزیلی (ز. ۱۹۴۵)
- ۲۱ فوریه – گرشام شوئلم، تاریخ‌نگار، کتابدار، و فیلسوف اسرائیلی (ز. ۱۸۹۷)
- ۲۴ فوریه – ویرجینیا بروس، بازیگر و خواننده آمریکایی (ز. ۱۹۱۰)
- ۵ مارس – جان بلوشی، فیلمنامه‌نویس و بازیگر آمریکایی (ز. ۱۹۴۹)
- ۸ مارس – رب باتلر، سیاست‌مدار بریتانیایی (ز. ۱۹۰۲)
- ۱۹ مارس – رندی رودز، گیتاریست آمریکایی (ز. ۱۹۵۶)
- ۲۹ مارس – کارل ارف، آهنگساز آلمانی (ز. ۱۸۹۵)
- ۱۵ آوریل – آرتور لووی، بازیگر بریتانیایی (ز. ۱۹۱۵)
- ۲۰ آوریل – آرچیبالد مک‌لیش، کتابدار و شاعر آمریکایی (ز. ۱۸۹۲)
- ۲۵ آوریل – سلیا جانسون، بازیگر بریتانیایی (ز. ۱۹۰۸)
- ۲۷ آوریل – تام تالی، افسر و بازیگر آمریکایی (ز. ۱۹۰۸)
- ۱۴ مه – هیو بومونت، بازیگر آمریکایی (ز. ۱۹۰۹)
- ۲۲ مه – جودت سونای، سیاست‌مدار اهل ترکیه (ز. ۱۸۹۹)
- ۱۳ ژوئن – ملک خالد بن عبدالعزیز آل سعود، چهارمین پادشاه عربستان سعودی و هفدهمین فرمانروا از خاندان آل سعود (ز. ۱۹۱۳)
- ۲۹ ژوئن – هنری کینگ (کارگردان)، کارگردان آمریکایی (ز. ۱۸۸۶)
- ۱۲ ژوئیه – کنت مور، بازیگر بریتانیایی (ز. ۱۹۱۴)
- ۲۳ ژوئیه – ویک مورو، بازیگر و کارگردان آمریکایی (ز. ۱۹۲۹)
- ۱۱ اوت – تام دریک، بازیگر آمریکایی (ز. ۱۹۱۸)
- ۱۳ اوت – چارلز والترز، طراح رقص و کارگردان آمریکایی (ز. ۱۹۱۱)
- ۱۴ اوت – پاتریک مگی، بازیگر ایرلندی (ز. ۱۹۲۲)
- ۲۹ اوت – اینگرید برگمن، بازیگر سوئدی (ز. ۱۹۱۵)
- ۲۸ سپتامبر – مابل البرتسون، بازیگر آمریکایی (ز. ۱۹۰۱)
- ۳ اکتبر – ویوین مرچنت، بازیگر بریتانیایی (ز. ۱۹۲۹)
- ۵ نوامبر – ژاک تاتی، فیلمنامه‌نویس، بازیگر، و کارگردان فرانسوی (ز. ۱۹۰۷)
- ۱۰ نوامبر – لئونید برژنف، سیاست‌مدار اوکراینی (ز. ۱۹۰۶)
- ۱۲ نوامبر – دوروتی دور لیتل، بازیکن تنیس و ورزشکار بریتانیایی (ز. ۱۹۰۸)
- ۲۱ نوامبر – لی پاتریک (هنرپیشه زن)، بازیگر آمریکایی (ز. ۱۹۰۱)
- ۲۴ نوامبر – باراک اوباما (پدر)، اقتصاددان اهل کنیا (ز. ۱۹۳۶)
- ۲ دسامبر – مارتی فلدمن، بازیگر و کمدین آمریکایی (ز. ۱۹۳۴)
- ۲۰ دسامبر – آرتور روبینشتاین، پیانیست لهستانی (ز. ۱۸۸۷)
- ۲۳ دسامبر – جک وب، فیلمنامه‌نویس، بازیگر، و کارگردان آمریکایی (ز. ۱۹۲۰)
- ۲۴ دسامبر – لویی آراگون، ژورنالیست، نویسنده، شاعر، و سیاست‌مدار فرانسوی (ز. ۱۸۹۷)

### ژانویه
- ۱۸ ژانویه - هوانگ شیان فان، تاریخ‌دان، مردم‌شناس و استاد دانشگاه چینی (زاده ۱۸۹۹)
- ۱۹ ژانویه - الیس رجینا، خواننده برزیلی (زاده ۱۹۴۵)
- ۲۴ ژانویه - آلفرد اواندو کاندیا، رئیس‌جمهور، دیکتاتور و ژنرال بولیویایی (زاده ۱۹۱۸)

### فوریه
- ۱۸ فوریه - ان گایو مارش، نویسنده نیوزلندی (زاده ۱۸۹۹)
- ۲۱ فوریه - گرشام شوئلم، فیلسوف و استاد عرفان کلیمی و پایه‌گذار نوین مطالعات کابالا (زاده ۱۸۹۷)

### مارس
- ۶ مارس - آین رند، رمان‌نویس، فیلسوف، نمایشنامه‌نویس و فیلمنامه‌نویس روسی - آمریکایی (زاده ۱۹۰۵)
- ۱۹ مارس - رندی رودز، گیتاریست آمریکایی (زاده ۱۹۵۶)
- ۲۹ مارس - کارل ارف، آهنگساز آلمانی (زاده ۱۸۹۵)

### آوریل
- ۲۰ آوریل - آرچیبالد مک‌لیش، نمایش‌نامه‌نویس و شاعر آمریکایی (زاده ۱۸۹۲)
- ۲۴ آوریل - اولمیر، آوازخوانان افغان (زاده ۱۹۳۱)

### ژوئن
- ۱۰ ژوئن - راینر ورنر فاسبیندر، کارگردان آلمانی (زاده ۱۹۴۵)

### ژوئیه
- ۱۸ ژوئیه - رومن یاکوبسن، زبان‌شناس روسی و نظریه‌پرداز ادبی (زاده ۱۸۹۶)
- ۲۰ ژوئیه - اونیل فورد، معمار آمریکایی (زاده ۱۹۰۵)

### آگوست
- ۴ اوت - بروس گاف، معمار آمریکایی (زاده ۱۹۰۴)
- ۲۹ اوت - اینگرید برگمن، بازیگر سوئدی (زاده ۱۹۱۵)

### اکتبر
- ۴ اکتبر - احمد حسن البکر، چهارمین رئیس‌جمهور عراق (زاده ۱۹۱۴)
- ۹ اکتبر - آنا فروید، روانکاو اتریشی و فرزند زیگموند فروید (زاده ۱۸۹۵)

### نوامبر
- ۵ نوامبر - ژاک تاتی، کارگردان و کمدین فرانسوی (زاده ۱۹۰۷)

### دسامبر
- ۱۸ دسامبر - هانس-اولریش رودل، سرهنگ، خلبان سرباز آلمانی حاضر در جنگ جهانی دوم (زاده ۱۹۱۶)